# Достопримечательности Находки

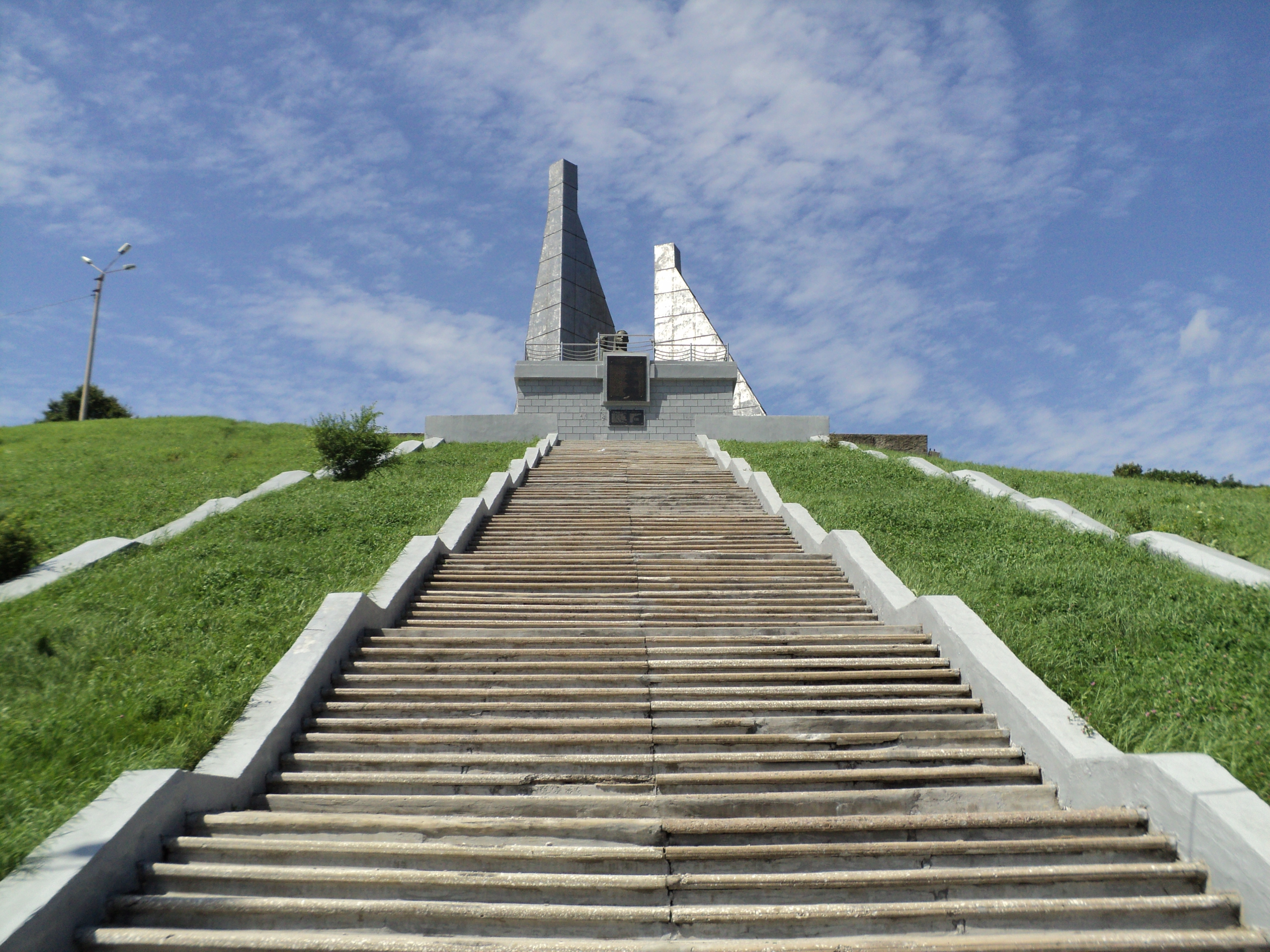
Лестница к Скорбящей матери

Среди достопримечательностей Находки выделяются 7 памятников культуры и 2 памятника природы, находящиеся под охраной государства. Памятники города, за исключением Памятника погибшим партизанам, посвящены событиям, происшедшим после Великой Отечественной войны. Среди достопримечательностей постперестроечных лет — набережная реки Каменки и скульптура орла на Находкинском проспекте.

## Архитектурные достопримечательности
Наиболее выразительным архитектурным обликом обладает ансамбль Центральной площади города, сформировавшийся в 1960-е годы. Здесь размещаются здания Администрации и Думы Находкинского городского округа, Налоговой инспекции (бывшая гостиница «Восток»), построенные по проектам «Приморгражданпроекта», деловой центр «Находка» и деловой центр на улице Портовая 3-а, торгово-развлекательный центр «Буревестник», памятник Ленину скульптора Аникушина.

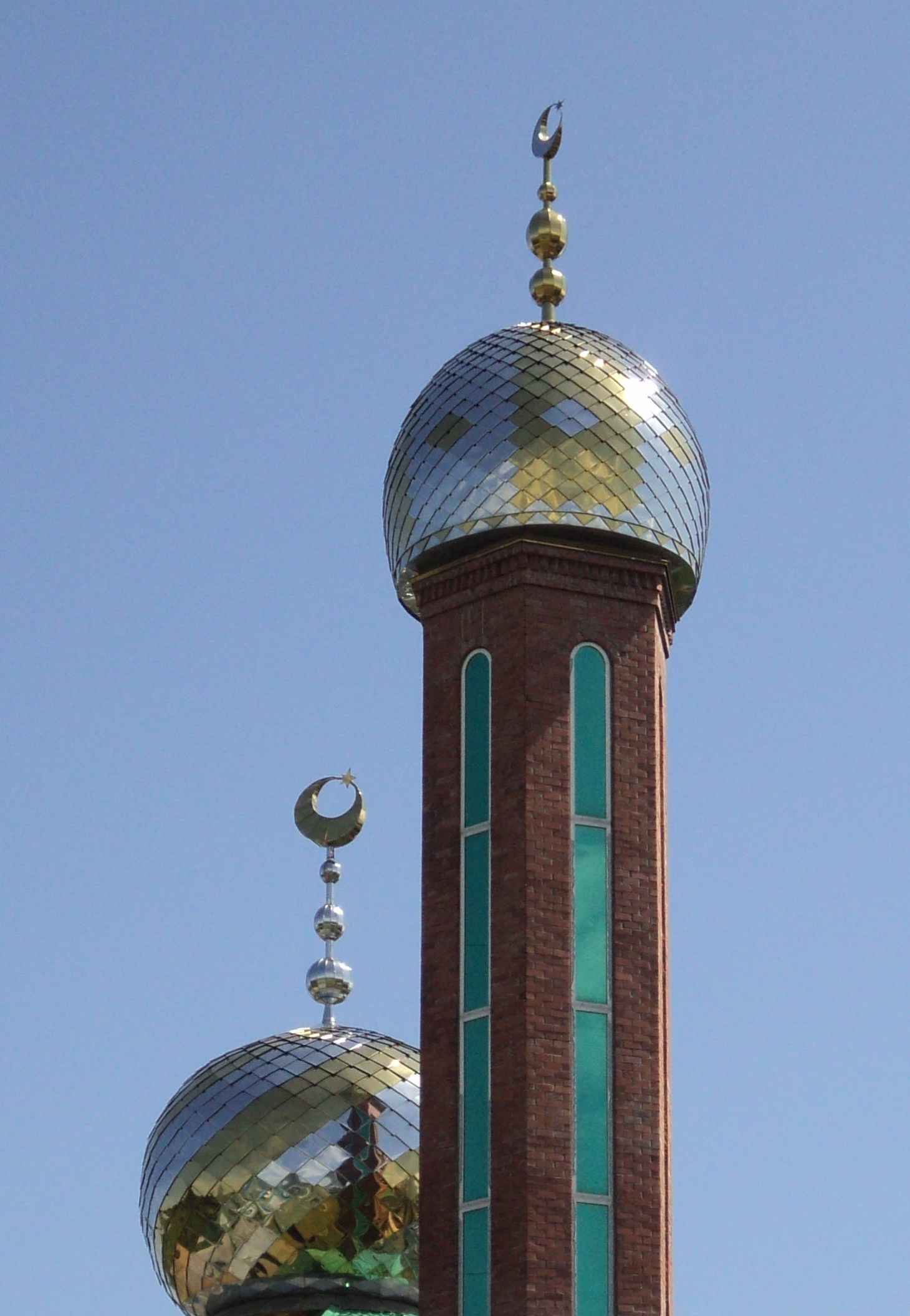
Находкинская мечеть

Другим выразительным зданием является Морской вокзал, не используемый по назначению. До 2000 года архитектурным символом города считалась шхуна «Надежда», стоявшая на вершине Американского перевала при въезде в город. В течение последнего десятилетия тема восстановления шхуны поднимается ежегодно.

### Культовые сооружения
- Храм Рождества Христова. Первая православная церковь в городе, построена в 1980-е гг.
- Храм Казанской иконы Божьей Матери на сопке Тобольской. Строительство церкви ведётся второе десятилетие. Первоначально церковь должна была располагаться на склоне сопки Тобольской, обращённой к морю; в 1990-е гг. на этом месте был заложен фундамент. В 2000-е гг. от этого места отказались, продолжить строительство было решено выше — на фундаменте городского драматического театра, заложенного в 1980-е гг. Архитектор — Сергей Кульпин.
- Часовня Святого Пантелеймона. Открыта в 2003 году. Архитектор — Сергей Кульпин. Часовня — одно из немногих общественных зданий в городе, где применяется ночная подсветка фасада.
- Звонница на сопке Лебединой. Построена по инициативе администрации Находкинского городского округа в 2007 году. На звоннице высотою 18 метров установлено 5 колоколов, венчает позолоченный купол с крестом[2].
- Мечеть у сопки Лебединой. Первая в Приморье мечеть была открыта в 2006 году. Высота минарета 21 метр. Вмещает до 500 человек.

## Памятники и мемориалы
- Мемориал «Скорбящая мать». Памятник членам экипажа СРТМ «Бокситогорск», погибшего в 1965 году в море. Самый знаменитый памятник города. Установлен на сопке Лебединой в 1972 году. Архитектор Ремизов, скульптор Иконников. Скульптура женщины с ребёнком на руках, выполненная из бронзы, высотою 7 метров обращена к заливу Находка; позади скульптуры находятся 2 металлических пилона в форме раскрытых парусов. У подножия скульптуры имеется плита, на которой перечислены имена 24-х погибших рыбаков. С мемориалу по склону сопки ведёт длинная лестница. Решением крайисполкома № 125 от 27.02.1987 года принят под охрану государства.  исторический памятник (региональный)

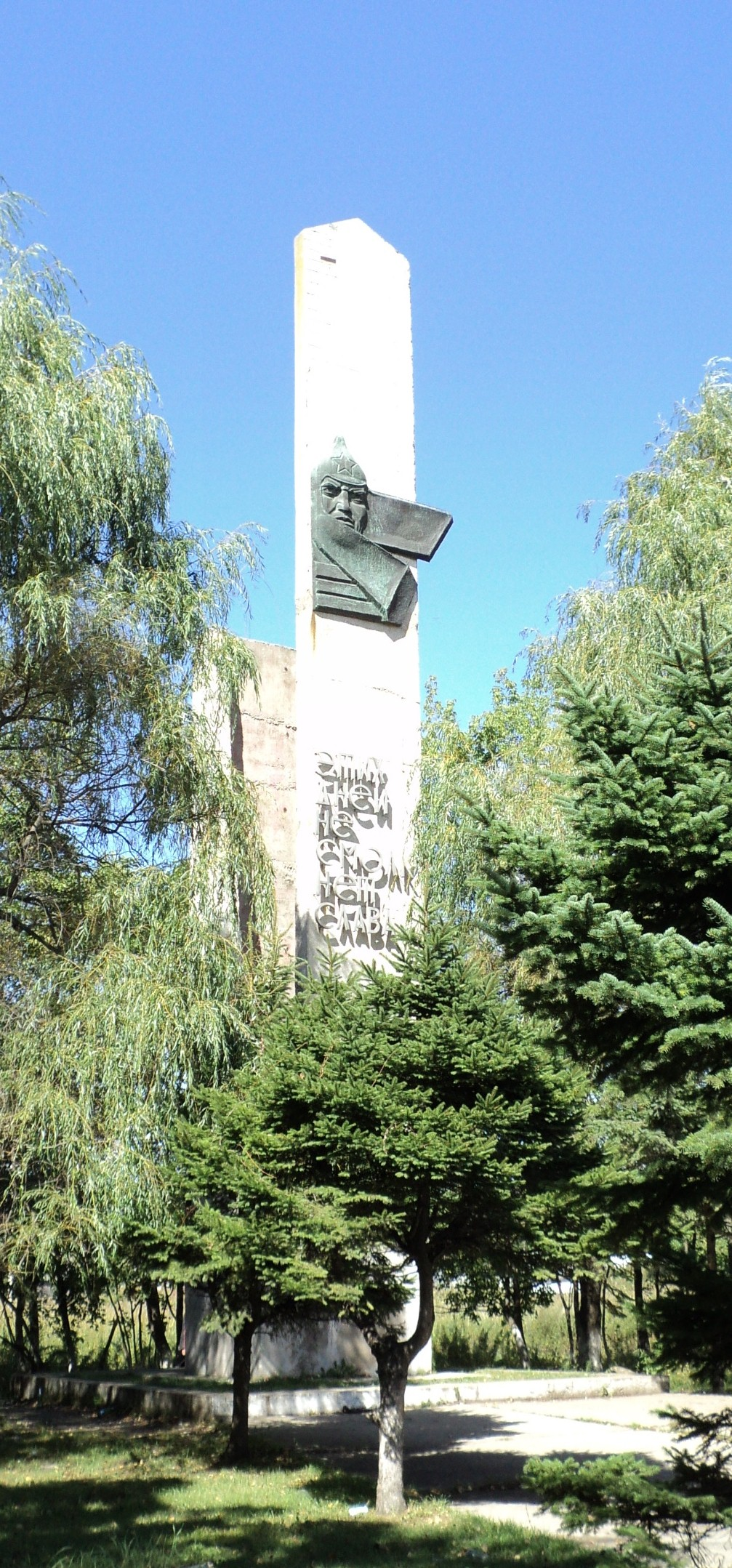
Памятник партизанам

- Памятник Победы в Великой Отечественной войне 1941—1945 гг. Установлен по проекту В. А. Фаустова на Находкинском проспекте у видовой площадки в 1985 году в память о 544-х жителях города и окрестных сёл, погибшим в войне. Мемориальный комплекс представлен центральной стелой из 3-х металлических пилонов, облицованных мраморной плиткой, монумент венчают пластины с прорезанной в них пятиконечной звездой. У подножия комплекса расположен постамент с Вечным огнём. Построен «Дальморгидростроем» по плану «Приморгражданпроекта»[3]. Решением крайисполкома № 125 от 27.02.1987 года принят под охрану государства.  исторический памятник (региональный)
- Памятник погибшим партизанам в годы Гражданской войны и иностранной интервенции 1918—1922 гг. Установлен на площади Красных партизан в 1967 году. В 1976 году полностью перестроен по проекту А. В. Белова. Ранее у памятника проходил приём в пионеры и комсомол. Решением крайисполкома № 638 от 26.08.1983 года принят под охрану государства.  исторический памятник (региональный)
- Стела «Совершеннолетия» в честь преобразования посёлка в город. Установлен на площади Совершеннолетия в 1968 году. Лицевая грань представлена барельефом с изображением корабля, боковые грани изображают рыбаков и первостроителей города. Решением крайисполкома № 638 от 26.08.1983 года принят под охрану государства.  исторический памятник (региональный)
- Памятный комплекс «Камень дружбы породнённых городов». Установлен на Находкинском проспекте с видом на море в 1978 году. Привезён из японского города Майдзуру. Решением крайисполкома № 638 от 26.08.1983 года принят под охрану государства.  исторический памятник (региональный)
- Памятный комплекс «Сад камней». Установлен на Находкинском проспекте в 1983 году. Представлен крытой беседкой, большим столом и двумя скамьями по сторонам, выполненными из бетона и обработанными под дерево. На площадке выложены каменные дорожки. На памятной плите выбиты слова: «Находка и Цуруга — породнённые города. Сад дружбы посвящён первой годовщине подписания городов Находки и Цуруги. Во имя мира на земле пусть крепнет дружба наших городов. Октябрь 1983 г.»
- Стела «Мой город — моя гордость». Установлена в самом начале Находкинского проспекта при въезде в город со стороны Владивостока в 1985 году по случаю 35-летнию города. Скульптор Евгений Комлев[4].
- Памятный знак «Два якоря». Установлены на Якорной площади в начале улицы Ленинской в 1958 году — в 100-летний юбилей с открытия русскими моряками бухты Находка. На доске левого якоря надпись: «1859. 29 июня 1958. 100 лет со дня открытия бухты Находка». На доске правового якоря: «Преобразовать рабочий посёлок Находку… в город краевого подчинения… Из Указа Президиума Верховного Совета РСФСР. 18 мая 1950 года».
- Стела «Находка». Установлена на вершине Американского перевала в 1970 году по случаю 20-летнего юбилея города Находки. Выполнена из бетона с барельефным изображением строителя, моряка и рыбака.

Несколько неравнодушных граждан Находки решили наконец отдать должное тысячам соотечественников, прах которых покоится в черте города.  Чтобы спустя много лет их страдания перестали быть проклятьем этой земли. Подумали: пусть хоть один на всех памятник появится там, где они рабски трудились  и где окончили свою жизнь.
- Статуя «Мир». Скульптура «Женщина с голубем». Скульптор — Хаукава Осами. Выполнена из бронзового сплава. Подарена Находке японским городом Майдзуру по случаю 30-летия установления побратимских связей в 1991 году как символ дружбы между городами. Второй экземпляр статуи находится в Майдзуру. В 1990-е годы скульптура стояла на одной из видовых площадок. В августе 1997 года неизвестные вандалы отпилили статуе руки вместе с птицей. Тогда на восстановление памятника ушло полтора года. В мае 1999 года вандалы во второй раз отпилили статуе руки, попытались отпилить и голову, после чего сбросили статую в обрыв, где она застряла в кустах. Один из вандалов принёс бронзовую руку в пункт приёма металла.[6][7] Последнее десятилетие статуя стоит у Музейно-выставочного центра «Находка».
- Памятник жертвам политических репрессий. Установлен на частные пожертвования в сквере в районе станции Тихоокеанской в 2003 году. Представляет собой два чёрно-белых пилона, образующих косой крест — символ страданий. По проекту пилоны памятника должна была венчать скульптура руки, символизирующая прощение. На полное воплощение идеи стоимостью 350 тыс. рублей денег не хватило. Автор — скульптор Евгений Самбурский[8].

В 1990-е годы предпринималась попытка установить памятник Александру Болтину́ — капитану корвета «Америка», открывшего залив Америка и бухту Находка (названия даны графом Муравьёвым-Амурским).

## Памятники береговой обороны
- Артиллерийская батарея № 905. Построена в 1935 году для одновременной защиты заливов Находка и Восток. Расположена в глубокой лощине бухты в 1 км северо-восточнее бухты Тунгус. Включает 4 бетонных орудийных блока, бетонный блок силовой станции, бетонный командно-дальномерный пункт, подземную коммуникационную потерну, 6 подземных коммуникационных колодцев. До 1990-х гг. была оборудована артиллерийской установкой МО-1-180 с четырьмя орудиями Б-1-П калибра 180-мм.[1] На батарее несли постоянную службу солдаты Сучанского сектора береговой обороны до закрытия объекта на консервацию в конце 1950-х гг. Ныне укрепления батареи находятся в заброшенном состоянии, орудия разобраны на металл.  исторический памятник (региональный)
- ДОТ «Тунгус» на пляже бухты Тунгус. Построен в 1939 году.
- ДОТы «Песчаная» и «Парус» на берегу залива Находка недалеко от устья реки Сучан.
- Орудийный полукапонир «Находка» у подножия сопки в районе автобусной остановки «Гостиница Находка». Почти полностью засыпан землёй.
- ДОТ «Находка» на территории Торгового порта. Исчез под сооружениями при строительстве порта.

## Памятники природы

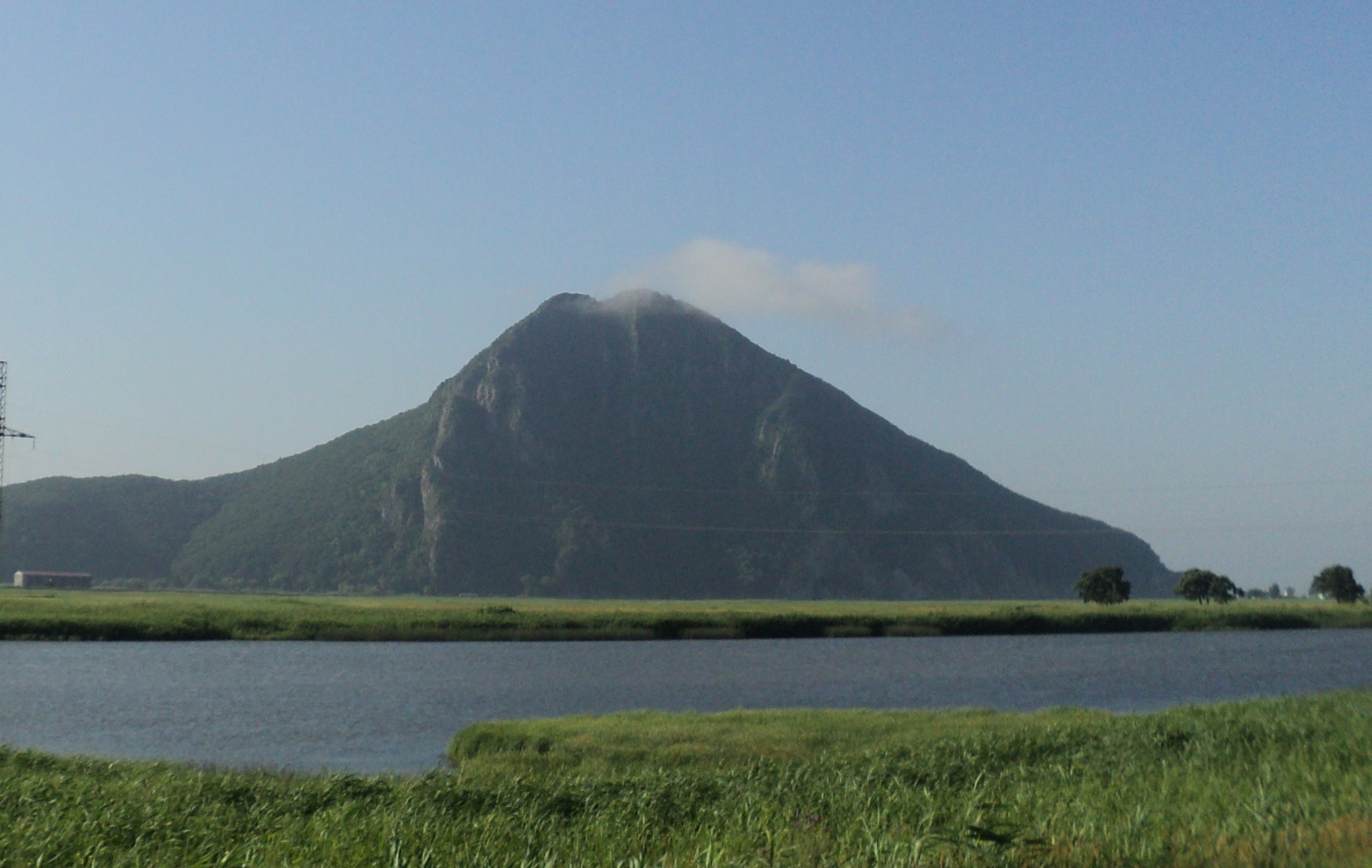
Сестра с озера Лебяжьего

- Сопка Сестра. Расположена в устье реки Сучан на территории Партизанского муниципального района, в непосредственной близости от Находки. Сопка — традиционный символ, визитная карточка города. Высота 318 метров. Вместе с сопками Брат и Племянник образует единый природный комплекс. Решениями крайисполкома № 535 от 13 июля 1984 года, № 404 от 30 мая 1986 года сопки Сестра, Брат и Племянник взяты под охрану государства как памятники природы Приморского края[10].
- Остров Лисий. Расположен в западной части залива Находка в 550 метрах от материка. Известен лагерной зоной ГУЛАГ, находившейся в седловине острова в 1937—1941 гг. Здесь размещались бараки, рыбоперерабатывающий завод и иные постройки, на вершине острова находился карцер для провинившихся (строения не сохранились). Позднее доступ на необитаемый остров был закрыт. В наши дни на острове Лисьем действует пограничный режим, посещение разрешается в составе экскурсионной группы. В 2000 году на самой высокой точке острова в ознаменование 2000-летия христианства был установлен 5-метровый позолоченный крест[11]. Решением администрации города Находки в 1994 году остров признан памятником культуры местного значения.

## Интересные места
Популярным местом отдыха жителей и гостей города являются видовые площадки, расположенные на Находкинском проспекте и на автомобильной дороге к мысу Астафьева.

### Фонтаны
Городские фонтаны, действовавшие на улице Ленинской с 1950-х годов, в начале 2000-х гг. были демонтированы и перестроены в цветочные клумбы. Действующий фонтан работает в дворике торгово-развлекательного центра «Буревестник» и возле здания «Сити-центра», один находится возле главного входа, другой за зданием, на прогулочной зоне вдоль озера Солёное.